# Тајн Дејли
Елен Тајн Дејли (енгл. Ellen Tyne Daly; Медисон, Висконсин, 21. фебруар 1946), америчка је позоришна, филмска и ТВ глумица.
Најпознатија по улогама детективке Мери Бет Лејси у телевизијској серији Кегни и Лејси (1981—1988) и Максин Греј у телевизијској серији Судија Ејми (1999—2005).
Седамдесетих година, Дејли се појавила у неколико филмова као што су Џон и Мери (1969), Ослобођени анђео (1970), Играј као да је написано (1972), Прељубница (1973) и Телефон (1977). Њена најпознатија улога на великом платну била је у филму Прљави Хари: Истеривач правде из 1976. заједно са Клинтом Иствудом, где је Дејли играла партнера његовог лика. Годину дана касније, добила је своју прву номинацију за награду Еми у каријери, у категорији Изузетна главна глумица у мини серији или филму за Блиски странац.
Током своје каријере, Дејли је била номинована за главну награду Еми шеснаест пута и постала њен победник шест пута, освојила је позоришну награду Тони 1999. године, награду Драма Деск, такође је била номинована пет пута за Златни глобус и два пута за награду Удружења глумаца. Године 1995. добила је сопствену звезду на холивудском Булевару славних.